# Horacio Damianovich
Horacio Damianovich (Buenos Aires, 11 de enero de 1883-26 de noviembre de 1959) fue un químico argentino. Fue pionero en su país en el estudio de los gases nobles.

## Biografía
En 1907 se doctoró en química en la Universidad de Buenos Aires con su tesis titulada Estudio físico-químico y bioquímico de las materias colorantes orgánicas artificiales, por la cual recibió el premio de la Facultad.
Entre 1901 y 1910 trabajó en la Oficina Química Nacional. Fue profesor de la Universidad Popular «Sociedad Luz» de 1906 a 1910, y profesor de química de Cursos Nocturnos para Obreros en la Escuela Industrial de la Nación entre 1909 y 1910. Dictó clases de fisicoquímica en la Universidad de Buenos Aires entre 1908 y 1929 (creando la disciplina en dicha universidad) y en el Instituto Nacional del Profesorado Secundario de 1912 a 1929. Fue también profesor en varias escuelas secundarias y en la Universidad Nacional del Litoral, donde además en 1932 fue rector.
Fue presidente de la Sociedad Química Argentina, de la Asociación de Profesores de la Universidad Nacional del Litoral y del Rotary Club de Santa Fe. En 1937 realizó un viaje a Francia invitado por la Sociedad Química Francesa para exponer sus investigaciones en gases nobles (particularmente helio y xenón). Falleció el 26 de noviembre de 1959 en Buenos Aires tras una prolongada enfermedad.

## Trabajos
En 1909 recibió el premio «Carlos Berg» gracias a su trabajo Soluciones coloidales y sus aplicaciones a la Biología, y en 1932 el Premio "Dr. Juan J. J. Kyle" entregado por la Asociación Química Argentina por sus contribuciones al campo de la química. Entre sus publicaciones más destacadas se encuentran Comparación dinámica de los sistemas físico-químicos (1932), Resistencia química desde los puntos de vista energético y atómico (1924), y La química del helio y de los helionoides (1939).